# Gliniany (hromada)
Gliniany – hromada terytorialna w rejonie lwowskim obwodu lwowskiego Ukrainy. Siedzibą hromady jest miasto Gliniany.
Hromadę utworzono w ramach reformy decentralizacji.

## Miejscowości hromady
W skład hromady wchodzi miasto Gliniany i 18 wsi

- Gliniany – miasto, centrum hromady
- Jaktorów
- Kosyczi
- Krzywice
- Kurowice
- Mazów
- Peczenia
- Podhajczyki
- Pohorylce
- Poluchów Wielki
- Przegnojów
- Rozworzany
- Słowita
- Sołowa
- Szopki
- Turkocin
- Wyżniany
- Zastawne
- Żeniów